# Mabalane (Distrikt)
Mabalane ist ein Distrikt der Provinz Gaza in Mosambik mit Verwaltungssitz in der Stadt Mabalane. Mabalane grenzt im Norden an die Distrikte Chicualacuala und Chigubo, im Westen an die Distrikte Chicualacuala und Massingir, im Süden die Distrikte Guijá und Chokwé und im Osten an die Distrikte Guijá und Chigubo.

## Geographie
Mabalane liegt im Norden der Provinz Gaza und hat bei einer Fläche von 8.922 Quadratkilometer 36.121 Einwohner (Stand 2013). Dies ergibt eine Bevölkerungsdichte von 4 Menschen pro Quadratkilometer.

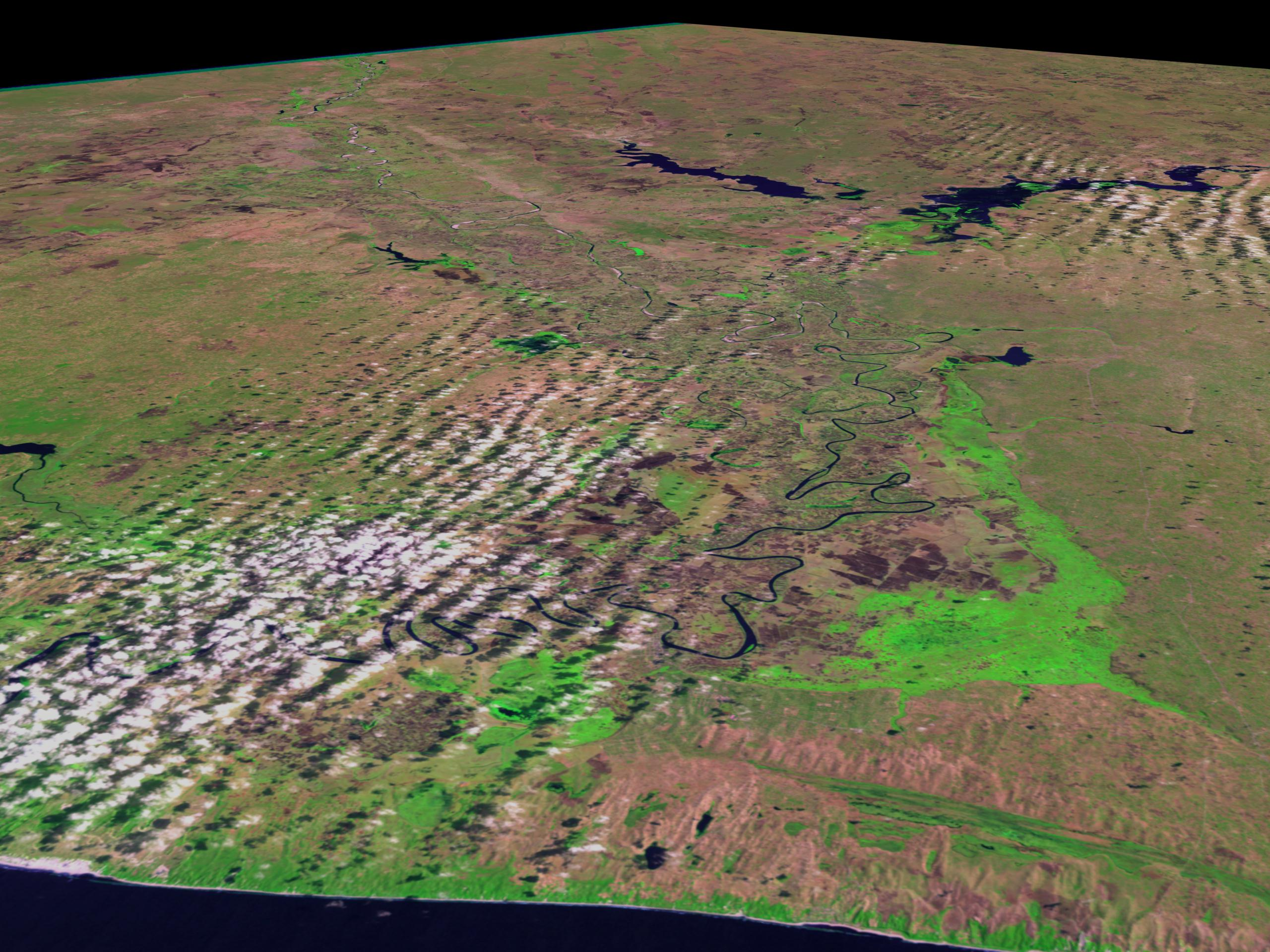
Limpopo im Jahr 1999 (vor der Überschwemmung)

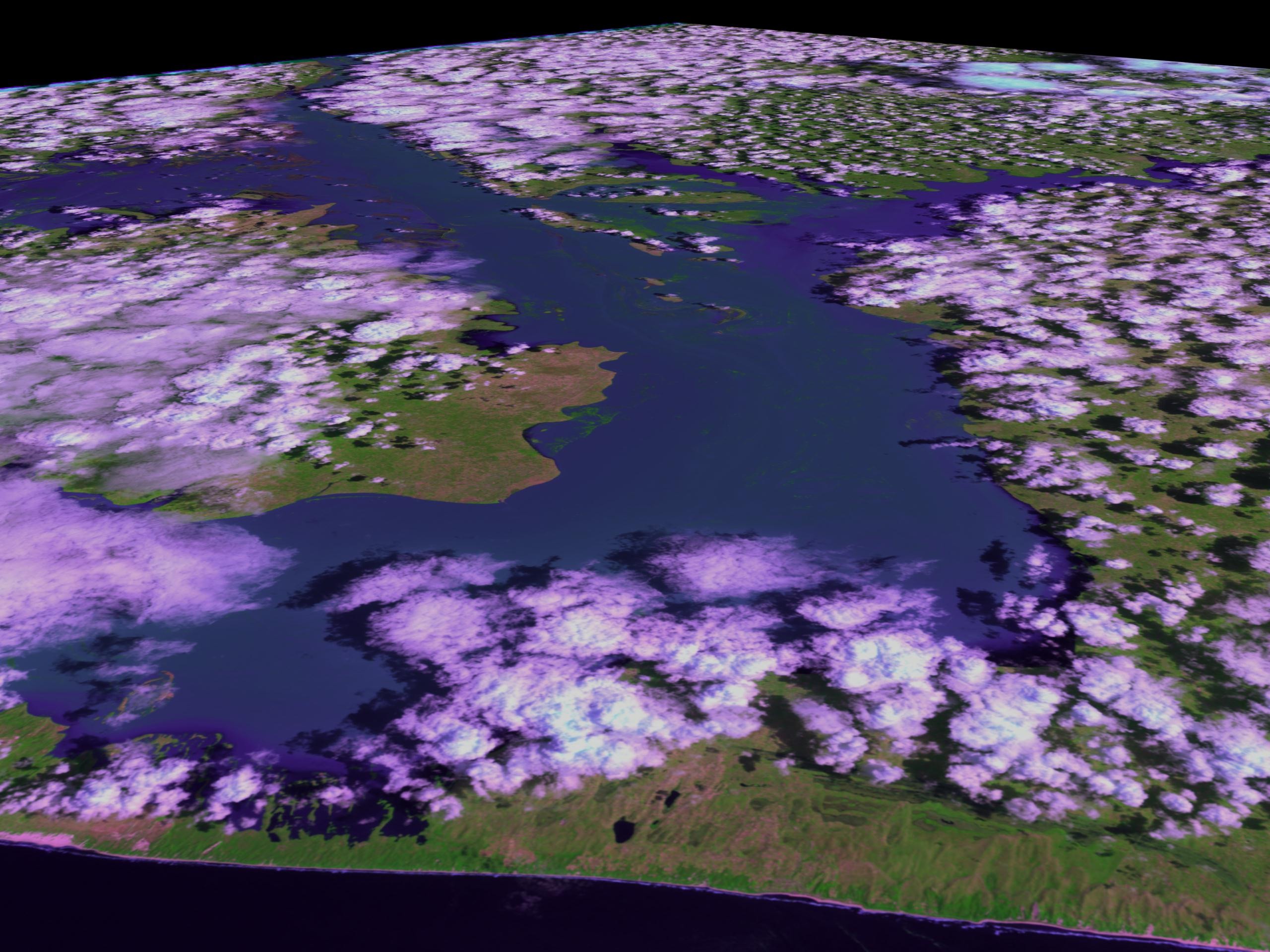
Limpopo während der Überschwemmung im Jahr 2000

Der Hauptfluss ist der Limpopo, der den Distrikt im westlichen Landesteil von Norden nach Süden durchfließt. Andere große Flüsse im Distrikt sind der Chigombi im Norden, der Sungutanu im Zentrum und der Chichakware und der Mbalavala im Süden. Der Limpopo tritt immer wieder über seine Ufer, eine der größten Überschwemmungen war im Jahr 2000.
Das Klima ist ein tropisches Savannenklima mit einer durchschnittlichen Jahrestemperatur von über 24 Grad Celsius und einem durchschnittlichen Jahresniederschlag von weniger als 500 Millimeter. Der Wassermangel wird dadurch verschärft, dass es sehr unregelmäßig regnet. In den drei Monaten Dezember bis Februar fällt etwa die Hälfte des Jahresniederschlages.
Entlang der Limpopo-Ebene gibt es fruchtbare Schwemmlandböden, sonst ist das Land leicht hügelig mit einer Höhe von unter 200 Metern.

## Geschichte
Im Jahr 1957 errichtete die portugiesische Kolonialregierung eine Verwaltungsstelle am Bahnhof Pinto Teixeira. Neben dem Bahnhof wurde ein Gefängnis errichtet. Nach der Unabhängigkeit wurde Pinto Teixeira in Mabalane umbenannt.

## Bevölkerung
Die Bevölkerung ist sehr jung, 49 Prozent sind unter fünfzehn Jahre alt (Stand 2013). Die am meisten verbreitete Muttersprache ist Tsonga, nur 14 Prozent der Bevölkerung über fünf Jahre spricht portugiesisch. Die Analphabetenrate ist besonders bei Frauen hoch, nur ein Drittel der Bewohner besuchte eine Grundschule.
Analphabetismus in Prozent der Altersgruppe (Stand 2007)

## Einrichtungen und Dienstleistungen
Im Distrikt befinden sich (Stand 2012) 63 Grundschulen (Primárias) und zwei weiterführende Schulen (Secundárias). Von den Grundschulen sind 46 öffentliche Schulen und 17 Privatschulen, von den weiterführenden Schulen sind beide öffentlich. In den Grundschulen ist das Schüler-Lehrer-Verhältnis 36:1, in den weiterführenden Schulen 17:1.
In Mabalane gibt es drei Gesundheitszentren und vier Gesundheitsstationen (Stand 2012).

## Verwaltungsgliederung
Der Distrikt Mabalane ist in drei Verwaltungsposten (postos administrativos) gegliedert;
- Mabalane Stadt
- Combomune
- Ntlavenhe

## Wirtschaft und Infrastruktur
Im Jahr 2007 besaßen 48 Prozent der Haushalte ein Radio und 6 Prozent einen Fernseher. 35 Prozent besaßen ein Fahrrad und 3 Prozent ein Auto.
| Die Landwirtschaft ist die wichtigste Einnahmequelle der Bevölkerung. Im Jahr 2010 gab es 4.978 kleine und 8 große landwirtschaftliche Betriebe, die Grundnahrungsmittel anbauten. Die kleinen hatten eine durchschnittliche Größe von zwei, die großen von 180 Hektar. Daneben gab es 5.110 Viehzüchter, davon zwölf große, die mehr als zehn Prozent der Gesamtfläche von 11.000 Hektar bewirtschafteten. Die meisten Anbaugebiete liegen im Limpopo-Tal, die wichtigsten Früchte sind Maniok, Mais, Bohnen, Erdnüsse und Reis. Auf Grund des üppigen Graswachstums ist die Viehzucht die wichtigste landwirtschaftliche Tätigkeit. Am häufigsten gehalten werden Rinder, daneben gibt es auch Ziegen, Schafe und Schweine. Der Distrikt ist auch reich an Wäldern. Durch unkontrollierte Brände und die Ausbeutung zur Gewinnung von Brennholz und Holzkohle ist das Ökosystem bedroht. Da viele Flüsse nur periodisch Wasser führen, ist der Fischfang auf den Limpopo beschränkt. Der Distrikt besitzt keine Bodenschätze. | Die zur Anzeige dieser Grafik verwendete Erweiterung wurde dauerhaft deaktiviert. Wir arbeiten aktuell daran, diese und weitere betroffene Grafiken auf ein neues Format umzustellen. (Mehr dazu) |

### Verkehr
- Straße; Die wichtigste Straßenverbindung ist die Nationalstraße EN208, die Chókwè mit Mabalane und Chicualacuala verbindet. Viele Straßen sind in der Regenzeit unpassierbar, sodass das Fahrrad ein häufiges Transportmittel ist.

| Ort                     | km  | Typ                 |
| ----------------------- | --- | ------------------- |
| Mabalane – Chókwè       | 73  | Nationalstraße (EN) |
| Mabalane – Chicualcuala | 61  | Nationalstraße (EN) |
| Mabalane – Guijá        | 53  | Regionalstraße (ER) |
| Mabalane – Chigubo      | 80  | Regionalstraße (NC) |
| Combomune – Djasy       | 37  | Regionalstraße (NC) |
| Psitima – Chicondzo     | 135 | Regionalstraße (NC) |

- Eisenbahn: Das wichtigste Verkehrsmittel ist die Limpopo-Eisenbahnlinie, die Maputo mit Simbabwe verbindet. Sie durchquert den Distrikt von Norden nach Süden und berührt auch Chókwè, Guijá, Chigubo und Chicualacuala.[15]

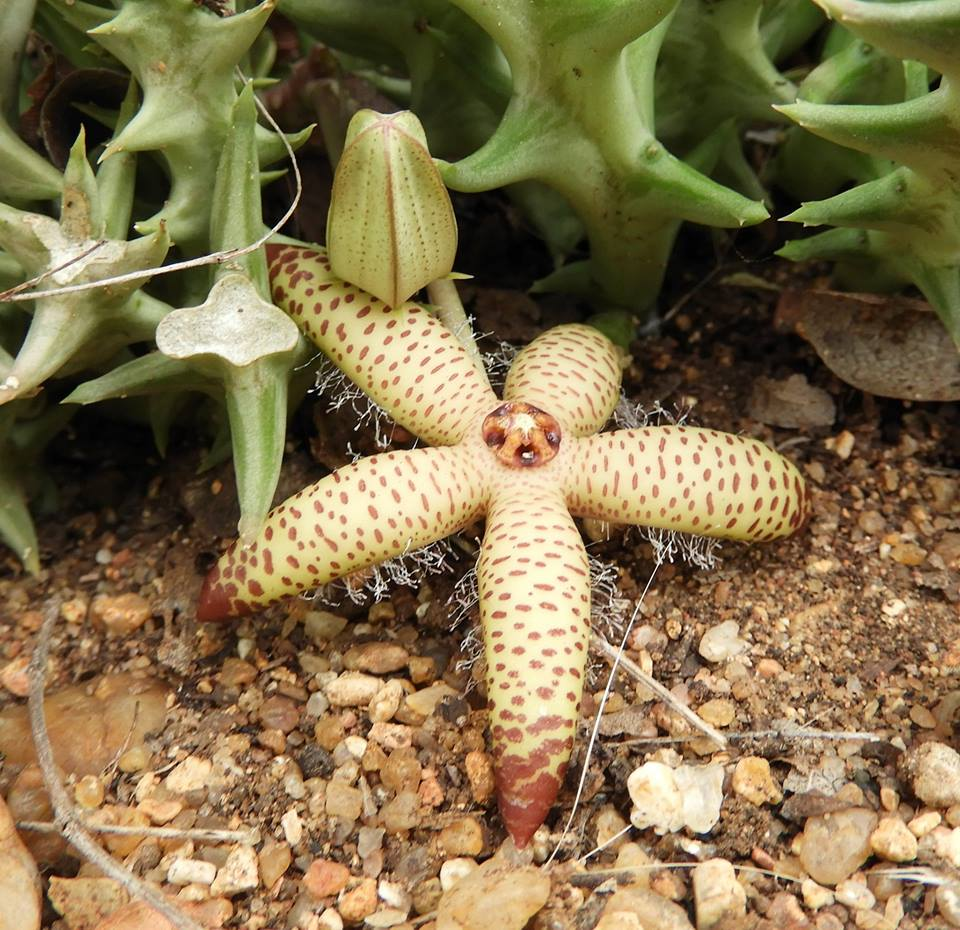
Seidenpflanzengewächs (Orbea maculata)

### Nationalpark
Der Distrikt Mabalane hat Anteil an zwei Nationalparks, die mehr als ein Drittel der Fläche des Distriktes umfassen.
- Nationalpark Limpopo: Dieser Nationalpark mit einer Gesamtfläche von 35.000 Quadratkilometer wurde 2002 auf den Staatsgebieten von Mosambik, Südafrika und Simbabwe errichtet. Der Anteil von Mabalane beträgt 1.500 Quadratkilometer.
- Nationalpark Banhine: Mit einer Fläche von 7.000 Quadratkilometer umfasst er die Distrikte Chicualacula, Chigubo und Mabalane, der Anteil von Mabalane beträgt 1.600 Quadratkilometer.[16][17]